# Michael MacNeil
Michael „Mick“ MacNeil (* 20. Juli 1958 auf der Isle of Barra, Schottland) ist ein schottischer Keyboarder und Gründungsmitglied der Rockband Simple Minds. Er verließ die Gruppe 1989 aus gesundheitlichen Gründen.

## Biografie
1978 stieß Mick MacNeil zu den Simple Minds, welche aus der Punkband Johnny And The Self Abusers. hervorgegangen war. Nach einigen Wechseln in der Besetzung bildete er zusammen mit Jim Kerr, Charlie Burchill, Brian McGee und Derek Forbes Ende 1978 die Formation, welche dann auch Schallplatten einspielte.
1979 folgte mit Life In A Day das Debütalbum der Simple Minds. 1983 entwarf er das Cover Design von Billy Idols Album Rebell Yell.
MacNeil blieb bei wechselnder Besetzung bis 1989 in der Band und kündigte nach der Street Fighting Years Tour sein „unmotiviertes“ Ausscheiden an. Zitat Mick MacNeils bei einer Bandbesprechung darüber, wohin es weitergehe „Well, you can go, I'm going home“.
In den 1990er Jahren spielte er bei verschiedenen Musikern unterschiedliche Instrumente auf deren Alben, so spielte er Akkordeon bei System Seven auf System 7 (1991) und 777 (1992), bei Rod Stewart auf Vagabond Heart (1991) und Martin Stephenson auf Beyond The Leap, Beyond The Law (1997), Keyboards bei Robin Zander auf Robin Zander (1993), bei Then Jericho auf Orgasmaphobia (1998) und sang bei Kary auf Light (2004).
Anfang 2000 veröffentlichte Mick MacNeil dann ein Solodoppelalbum mit dem Titel People, Places, Things.
In der Band des Ex-Simple-Minds-Bassisten Derek Forbes, den Fourgoodmen, ist MacNeil zeitweise als Gastmusiker tätig und spielt auf deren Heart Of Winter: 2006 Tour Sampler (2006) Keyboards und Squeezebox.

## Sonstiges
McNeil betreibt in Glasgow ein Aufnahmestudio, die Mixrecords, und widmet sich seinen Ursprüngen in Celtic Music.